# 庚子风云
《庚子风云》又名《庚子西京记》、《慈禧西行记》，中国大陆清宫剧，导演孙树培，主演张瑞希、郑元畅。2007年地方台首播，2008年8月4日韩国TVB有线频道及2009年4月5日陕西/广西卫视上星。台灣由民視播出，劇名為《亂世不了情》。

## 剧情
1900年，大清帝国已经日薄西山、奄奄一息，八国联军闯入北京城，烧杀抢掠、无恶不作，慈禧太后带着光绪帝等仓皇逃窜，一路辗转来到了古都陕西省西安城，慈禧太后决心等八国联军撤退之后回到北京城，只是暂时居住在西安城，但是为了安全，她不得不铲除当地权贵和势力，陕西巡抚韩雨轩成了慈禧太后眼里的钉子。双方展开了激烈的斗智斗勇。

## 演出
| 演员   | 角色      | 介紹 |
| 张瑞希 | 斯琴/珍妃 | 斯琴是一位命途多舛、历经坎坷的女性，身怀秦腔绝技，被称为花魁“白牡丹”。她还生下了一个孩子，取名为麟儿。她与光绪帝、留学爱国青年陈然、陕西巡抚韩雨轩等男主人公有着千丝万缕的情感纠葛。刺杀慈禧失败后，鲁永抓住她最爱的几个人威胁她，在这种情况下她心不甘情不愿的嫁给了鲁永。                               |
| 郑元畅 | 陈然      | 父亲是西安首富陈家乐，陈然是一个性格成熟稳重、英俊潇洒的归国留学生，怀着忠心报国的伟大抱负，与清朝落后封建分子进行不断的斗争，是进步青年的代表。陈然和斯琴之间有着千丝万缕的情感纠葛。陈然和鲁永一直在周旋，每次陈然带着进步青年一起组织爱国活动，都会被鲁永搅局，可谓是势不两立。                       |
| 徐懷鈺 | 韩素云    | 韩素云是西安巡抚的千金，她是一位性格泼辣、敢爱敢恨、个性叛逆的女性。手中总是拿着马枪，谁不听话，就用马枪对准谁，而且还常常把人绑到巡抚衙门进行审问，绝对算的上是西安第一"泼妇"。后来，她父亲遭人诬陷身亡，家道中落，她又变得异常坚强，开始用智慧来面对生活中的种种坎坷。                                 |
| 陳莎莉 | 慈禧太后  | 慈禧太后与光绪皇帝之间，有着无法调和的恩怨。维新变法后光绪皇帝所倡导的维新变法由于过于激进，严重威胁到她的政权，仅仅实行一百天便被她所扼杀。慈禧将皇帝囚禁起来，将支持他政治抱负的珍妃打入冷宫。直到庚子年太后仓惶出逃时，害怕光绪帝得到洋人的拥护，而强行带走皇帝，同时将美丽聪慧、才华横溢的珍妃杀害。 |
| 王坤   | 光绪皇帝  | 光绪皇帝支持维新变法，由于过于激进，引起了朝廷中顽固老臣的激烈反对，同时又严重威胁到慈禧太后的政权，而不过实行了仅仅一百天，便被慈禧所扼杀。他被慈禧囚禁起来，将支持他政治抱负的珍妃打入冷宫，帝妃二人，凄苦度日整整两年。庚子年太后仓惶出逃时，他被慈禧强行带走，他喜欢的珍妃也惨遭杀害。               |
| 黄俊鹏 | 魯永      | 鲁永原本是陕西某知县的一名小官，他贪权贪财又贪色，后来慈禧太后逃亡陕西，鲁永趁虚而入，想方设法的巴结慈禧，最后终于达到自己目的，官位一下子晋升到陕西巡抚，上位之后，鲁永继续无恶不作，最后还强娶了斯琴。                                                                                                 |
| 范冰冰 | 金暖暖    | 妓院滿情樓的頭牌 |
| 姚星彤 | 四格格    | |
| 谭非翎 | 韩雨轩    | 西安巡撫 |
| 温海波 | 陈家乐    | 西安首富 |
| 成暉   | 陈駿      | 陳家樂的二兒子，實際上是復興党陝西地區的首領 |
| 王春   | 隆裕皇后  | |

## 花絮
该片播出之后，收视率颇高。